# Ernst Karner
Ernst Karner (* 30. Mai 1969 in Wien) ist ein österreichischer Rechtswissenschaftler. Er ist Professor für Bürgerliches Recht am Institut für Zivilrecht der Universität Wien und Leiter des Instituts für Europäisches Schadenersatzrecht der Österreichischen Akademie der Wissenschaften und der Universität Graz sowie Leiter des European Centre of Tort and Insurance Law.

## Leben
Nach seiner Matura am Kollegium Kalksburg in Wien studierte Ernst Karner von 1987 bis 1993 Rechtswissenschaften an der Universität Wien. Dort erfolgten auch seine Sponsion im Jahr 1993, seine Promotion mit Auszeichnung 1997 sowie seine Habilitation im Jahr 2004 mit einer Arbeit zum gutgläubigen Mobiliarerwerb. Ab 1993 war Karner Universitätsassistent, ab 2004 außerordentlicher Universitätsprofessor am Institut für Zivilrecht der Universität Wien. Seit 2011 ist er Universitätsprofessor für Bürgerliches Recht am Institut für Zivilrecht der Universität Wien, seit 2016 zudem Gastprofessor an der Yantai University in China.
Ebenfalls seit 2016 ist Karner Direktor des European Centre of Tort and Insurance Law in Wien sowie Direktor des Instituts für Europäisches Schadenersatzrecht der Österreichischen Akademie der Wissenschaften und der Universität Graz, das er zuvor bereits seit 2014 interimistisch geleitet hatte.
Karner ist weiters Mitherausgeber des Journal of European Tort Law (JETL), Mitglied der European Group on Tort Law sowie der World Tort Law Society und Mitorganisator des Franz-von-Zeiller-Moot-Court aus Zivilrecht sowie des jährlichen ZVR-Verkehrsrechtstages. Seit 2013 leitet er außerdem zunächst gemeinsam mit Meinhard Lukas, nunmehr gemeinsam mit Stefan Perner und Martin Spitzer, das Forum für Zivilrecht in Traunkirchen. Ferner war er Mitglied der vom österreichischen Bundesministerium für Justiz im Jahre 2000 eingesetzten Arbeitsgruppe zur Ausarbeitung eines neuen Schadenersatzrechts.
Seine Forschungsschwerpunkte sind das österreichische und europäische Schadenersatzrecht, Sachenrecht und Schuldrecht sowie die Rechtsvergleichung.

## Auszeichnungen
- 1997: Figdor-Preis der Österreichischen Akademie der Wissenschaften
- 2005: Walther-Kastner-Preis (Hauptpreis)
- 2005: Kardinal-Innitzer-Förderungspreis für Rechts- und Staatswissenschaften
- 2008: Brandl/Talos Intersectional Legal Studies Award
- 2010: ÖVFA-Kapitalmarktpreis

## Monografien (Auswahl)
- Der Ersatz ideeller Schäden bei Körperverletzung. Wien 1999, ISBN 3-211-83239-4 (Dissertation).
- Gutgläubiger Mobiliarerwerb. Zum Spannungsverhältnis von Bestandschutz und Verkehrsinteressen. Wien 2006, ISBN 3-211-24487-5 (Habilitation).
- mit Helmut Koziol: Mangelfolgeschäden in Veräußerungsketten. Am Beispiel der Aus- und Einbaukosten. Wien 2012, ISBN 978-3-902638-84-7.
- mit Helmut Koziol: Zur Anwendbarkeit des UN-Kaufrechts bei Werk- und Dienstleistungen. Am Beispiel der Maschinen- und Industrieanlagenlieferungsverträge. Wien 2015, ISBN 978-3-7097-0052-5.
- mit Alexander Longin: Vertragsstrafe und Schadenspauschalierung. Wien 2020, ISBN 3-7097-0234-8.